# Осман ибн Афан
Осман ибн Афан (око 576 — 17. јул 656) је био трећи халиф. Сунити га сматрају трећим од четири праведна халифа. Владао је од 644. до 656. Шиити сматрају да је први легитимни халиф Алија. Рођен у проминентном меканском клану, Бану Омејада из племена Курејш, он је одиграо главну улогу у раној исламској историји и познат је по томе што је наредио састављање стандардне верзије Курана. Када је калиф Омар ибн ал-Катаб умро на дужности у својој 59/60 години, наследио га је Осман стар 64/65 година.
Под Османовим вођством, Исламско царство се проширило на Фарс (данашњи Иран) 650. године, а нека подручја на Хорасана (данашњи Авганистан) 651. године. Освајање Јерменије започело је 640-их. Током његове владавине такође је дошло до широко распрострањених протеста и немира који су на крају довели до оружане побуне и његовог убиства.
Осман је био ожењен Рукајом, а након њене смрти оженио се Ум Култум. Обе његове жене које су биле старије кћери Мухамеда и Хатиџе, што му је донело почасни наслов Ду ал-Нурајн („Поседник две светлости“). Он је такође био зет четвртог рашидунског калифа Алије чија је супруга Фатима је била најмлађа Мухамедова ћерка.

## Пре избора за халифа
Рођен је у богатом Умајадском (Омејидском) клану Кураиш племена у Меки. Осман је рођен од оца Афана ибн Аби ал-Аса од Умаја и од мајке Арве бинт Курајз од Абдшама, обоје из богатог клана племена Курејш у Меки. Његова мајка Арва била је Ум Хаким бинт Абдул Муталиб, чинећи Арву првим рођаком Мухамеда, а Османа сином његове прве рођака. Осман је имао једну сестру Амину.
Осман је рођен у Таифу. Тачан датум је споран: назначени су и 576 и 583.‍:57 Он је наведен је као један од 22 Меканца „у зору ислама“ који су знали да пишу.
Његов отац, Афан, умро је млад током путовања у иностранство, остављајући Осману велико наслеђе. Постао је трговац попут свог оца, и посао му је цветао, чинећи га једним од најбогатијих људи међу Курејшима.
Оженио се за Мухамедову ћерку. Када је она умрла оженио се њеном сестром. Рано је прешао на ислам, а велики део свога богатства је потрошио на хуманитарну активност. Његов прелазак на ислам разљутио је његов клан. Учествовао је у хиџри. Није учествовао у првој бици код Бадра, јер је остао да се брине о својој болесној жени. Имао је истакнуту улогу током халифата Ебу Бекра. Пред смрт халиф Омер је одабрао групу од шест људи да одаберу новога халифа. Група је одабрала Османа.

## Мухамедово време

### Прелазак на ислам
По повратку са службеног путовања у Сирији 611. године, Осман је сазнао за Мухамедову проглашену мисију. Након разговора са Ебу Бекром, Осман је одлучио да пређе на ислам, и Ебу Бекр га је довео Мухамеду да изјави своју веру. Осман је тако постао један од најранијих преобраћеника на ислам, пратећи Алија, Зејда, Ебу Бекра и неколико других. Његово прелазак на ислам разљутила је његов клан, Бану Омејаде, који су се оштро успротивили Мухамедовом учењу.

### Миграција у Абесинију
Осман и његова супруга Рукаја мигрирали су у Абесинију (модерна Етиопија) априла 615. године, заједно са десет муслимана и три жене. Бројни муслимани су им се придружили касније.
‍:235–236 Како је Осман већ имао неке пословне контакте у Абесинији, наставио је да се бави својом трговачком професијом и посао је наставио да цвета.
Након четири године, међу муслиманима у Абесинији проширила се вест да су Мекејски Курејши прихватили ислам, а то прихватање је подстакло Османа, Рукају и 39 муслимана да се врате. Међутим, када су стигли до Меке, открили су да су вести о Курејшком прихватању ислама биле лажне. Ипак, Осман и Рукаја су се поново настанили у Меки.‍:167–169‍:238 Осман је морао поново да започне посао, али контакти које је већ успоставио у Абесинији су му ишли у корист и његов посао поново напредовао.

### Миграција у Медину
Године 622, Осман и његова супруга Рукаја били су међу трећом групом муслимана која је мигрирала у Медину. По приспећу, Осман је становао код Абу Талха ибн Табита пре него што се уселио у кућу коју је купио након краћег времена. Осман је био један од најбогатијих трговаца у Меки, без потребе за новчаном помоћи своје Ансарске браће, јер је у Медину донео знатно богатство које је стекао. Већина муслимана у Медини били су пољопривредници са мало интереса за трговину, а Јевреји су највише трговали у граду. Осман је схватио да постоји значајна комерцијална прилика за промоцију трговине међу муслиманима и убрзо се успоставио као трговац у Медини. Уз напоран рад и поштење, његов посао је процветао, чинећи га једним од најбогатијих људи у Медини.

### Живот у Медини
Када се Али оженио Фатимом, Осман је купио Алијин штит за пет стотина дирхама. Четири стотине је било издвојено као махр (довер) за Фатимин брак, а стотина је остало за све остале трошкове. Касније је Осман оклоп вратио Алију као венчани поклон.

## Халиф
Владао је 12 година од 644. до 656. и за време његове власти под исламску власт су дошли Кавказ, Кипар, већина северне Африке и цели Иран. Његова власт је карактеризована појачаном централизацијом контроле прихода од провинција. Гувернери провинција би углавном били његови саплеменици из Омејидскога клана. Муслимански халифат је остао тако велик да је било јако тешко владати. Осман је могао веровати само својим саплеменицима да се неће побунити.

### Куран
Осман је познат по томе да је оформио групу људи да сакупе основни текст Курана. Различити муслимански центри започели су властитим исписивањима Курана. Осман се бојао да ће се халифат распасти ако сви не буду имали приступ оригиналном тексту Курана. Религиозне контроверзе би могле бити опасност по царство. При крају Османове власти коначно је комитет саставио Куран. Осман је у све муслиманске градове послао куран и наредио да се униште све друге различите верзије Курана и да се користи само оригинална верзија.

### Побуна и смрт
Пошто је свуда постављао само своје рођаке, који су уз то били и корумпирани на много места је настало незадовољство, које се претворило у побуне. Побуне су избиле у Куфу, Басри и Египту. У Египту су припремали и напад на халифа.
Осман је убијен након двадесет дана опсаде, коју је предводио Мухамед бин Ебу Бекр. Побуњеници су настојали да спрече покоп и да мрцваре мртво тело Османа. Када су кренули да то учине две удовице су покриле Османово мртво тело и гласним јадиковкама су спречиле побуњенике да оскрвнаве мртво тело. Побуњеници су спречавали сахрану, а Османово мртво тело је лежало три дана. Постоје различите приче како је ипак дошло до сахране. Сахрањен је у јеврејском гробљу, јер је спречена сахрана у муслиманском гробљу.

## Процена и наслеђе
За Османа се каже да је био први халифа који је усвојио титулу халифат Алахa ('Божји заменик'). Опште мишљење заједнице сунитских муслимана и сунитских историчара о Османовој владавини било је позитивно, посебно у погледу његове попустљивости; по њиховом мишљењу, рођаци које је он именовао, као што су Муавија и Абдула ибн Амир, показали су се ефикасним у војном и политичком менаџменту. Историчари, попут Закија Мухамеда, оптужили су Османа за корупцију, посебно у случају Валида ибн Укбе.
Можда најзначајнији Османов чин је био што је дозволио Муавији и Абдулаху ибн Саду, гувернерима Сирије и Северне Африке, да формирају прву интегрисану муслиманску морнарицу у Средоземном мору, која ће се такмичити са поморском доминацијом Византијског царства. Ибн Садово освајање југоисточне обале Шпаније, његова запањујућа победа у бици јарбола у Ликији и ширење на друге обале Средоземног мора се генерално занемарују. Ова достигнућа су изнедрила прву муслиманску сталну морнарицу, што је омогућило прво муслиманско поморско освајање Кипра и Родоса. Ово је касније утрло пут за успостављање неколико муслиманских држава на Средоземном мору током каснијих омајадских и абасидских ера, које су се појавиле у облику Емирата Сицилије и његовог мањег вазала Емирата Бари, као и Емирата Крит и династије Аглабида. Са значајем Османовог поморског развоја и његовог политичког наслеђа сложио се Мухамед М.Аг, аутор Исламске фискалне и монетарне политике и то је додатно ојачао Хасан Халилех позивајући се на Tarikh al Bahriyya wal Islamiyya fii Misr wal Sham („Историја мора и ислама у Египту и Леванту") од Ахмада Абадија и Есаједа Салема.
 Из експанзионистичке перспективе, Осман се сматра вештим у управљању сукобима, што је очигледно из начина на који се носио са узаврелим и проблематичним територијама које су рано муслимани освојили, као што су Куфа и Басра, усмеравајући усијане арапске насељенике на нове војне кампање и проширења. Ово не само да је довело до решавања унутрашњих сукоба у тим насељима, већ је додатно проширило територију Рашидуна на запад до јужне Иберије и на исток до Синда у Пакистану.